# Wei Jingsheng
Acesta este un nume chinezesc; numele de familie este Wei.
Wei Jingsheng (limba chineză: 魏京生; Pinyin: Wèi Jīngshēng; n. 20 mai, 1950) este un activist chinez pentru democrație, cunoscut în primul rând ca autor al pamfletului A cincea modernizare, publicat pe Zidul democrației din Beijing în 1978.

## Biografie
La vârsta de 16 ani s-a alăturat Gărzilor Roșii în timpul Revoluției Culturale. Când Deng Xiaoping a venit la putere, Wei, care lucra ca electrician la Grădina zoologică din Beijing, a cerut în pamfletul A cincea modernizare democrație pluripartinică. A fost arestat pe data de 29 martie 1979 fiind acuzat de divulgare de secrete militare (discutase cu străini despre războiul chino-vietnamez). A fost condamnat la 15 ani închisoare.
A fost încarcerat până pe data de 14 septembrie 1993. După ce Beijing-ul a pierdut în fața Sydney-ului dreptul de a organiza Jocurile Olimpice din 2000, Wei a fost din nou închis, acuzația fiind de data aceasta „uneltire împotriva statului”. A stat încarcerat până la data de 16 noiembrie 1997, când a fost eliberat pe caz de boală și i s-a dat voie să plece în SUA, și din cauza insistențelor președintelui american de atunci, Bill Clinton.
În 2008, a fost ales ca unul dintre 15 apărători ai democrației lumii de către revista A Different View.

## Premii
- Premiul Memorial Olof Palme (1994)
- Premiul Saharov pentru libertatea gândirii (1996)
- Premiul Robert F. Kennedy pentru drepturile omului (1996)
- Premiul National Endowment for Democracy (1997)
- Premiul International Activist (2008)

## Cărți
- The Courage to Stand Alone- Letters from Prison and Other Writings"